# Кеуя
Кеуя (рум. Căuia) — село у повіті Бакеу в Румунії. Входить до складу комуни Дялу-Морій.
Село розташоване на відстані 224 км на північний схід від Бухареста, 42 км на південний схід від Бакеу, 100 км на південь від Ясс, 111 км на північний захід від Галаца, 146 км на північний схід від Брашова.

## Населення
За даними перепису населення 2002 року у селі проживали 472 особи, усі — румуни. Усі жителі села рідною мовою назвали румунську.